# Bembrops gobioides
El pico de pala (Bembrops gobioides) es una especie de pez actinopeterigio marino, de la familia de los percófidos.

## Biología
Característico hocico corto en forma de pala, con el cuerpo alargado color gris oscuro en el dorso y más claro en el vientre, de una longitud máxima descrita de 30 cm, en la aleta dorsal tiene 6 espinas y 16 a 17 radios blandos, con membrana entre la primera y segunda espinas de la primera aleta dorsal de color gris oscuro y longitud de la primera aleta dorsal casi igual a la longitud de la cabeza, mientras que en la aleta anal no tiene espinas y presenta 17 a 18 radios blandos. Escamas presentes en las superficies lateral y dorsal del hocico, que tiene la mandíbula superior que se extiende detrás del margen anterior del ojo; línea lateral descendente relativamente abruptamente más allá del origen de la aleta pectoral.
Es depredador y se alimenta de peces pequeños y camarones.

## Distribución y hábitat
Se distribuye por el oeste del océano Atlántico, desde Nueva York por toda la costa de Estados Unidos hasta el Golfo de México y el mar Caribe mexicano, islas Bahamas, Cuba, islas Caimán y Jamaica. Son peces marinos de agua subtropical, de comportamiento demersal prefieren una profundidad ente 100 m y 724 m, aunque normalmente están entre 315 m y 724 m, a veces penetran en los arrecifes.